# Scrovegni
Gli Scrovegni furono una nobile famiglia di Padova.

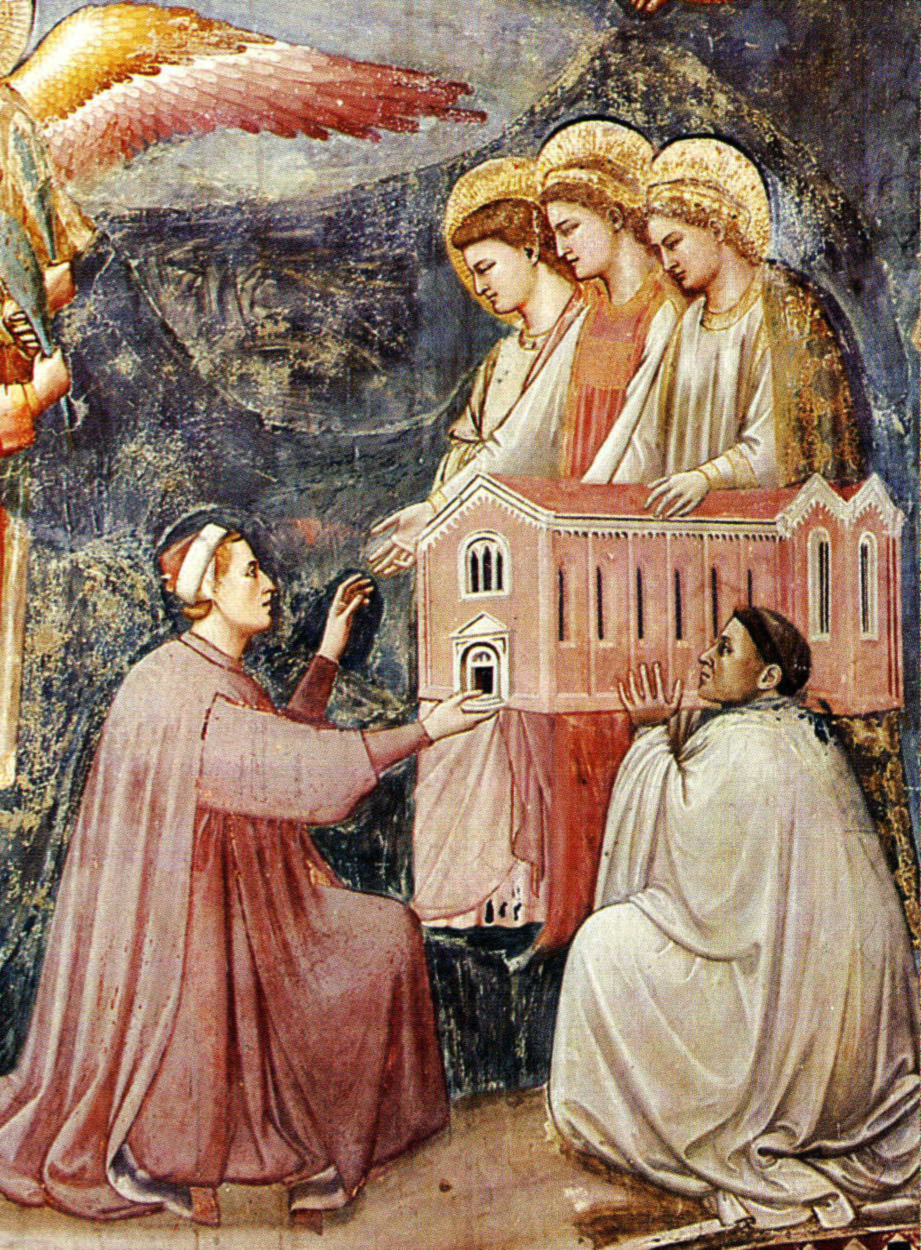
Giotto, Enrico Scrovegni dona alla Madonna la Cappella degli Scrovegni, Cappella degli Scrovegni, Padova

## Storia
Secondo la tradizione, avrebbero avuto umili origini e raggiunsero posizioni di rilievo solo in epoca tarda, grazie alle attività di prestito portate avanti dal noto Rinaldo degli Scrovegni: capostipite sarebbe stato un Rinaldo Pota di Scrova, musicante e poi usuraio, oppure un maniscalco di Brugine.
Questa tesi è oggi ritenuta priva di fondamento, poiché ricerche più recenti hanno dimostrato come gli Scrovegni occupassero posizioni di rilievo sociale e politico già nei secoli precedenti. Sono stati infatti identificati con i Saurelli, antica casata documentata dal XII secolo, con possedimenti nella zona a est di Padova e fino a Chioggia, in territorio veneziano. Tra le terre di loro proprietà, spicca quella denominata peta de Scrufa, che diede ai Saurelli il soprannome, divenuto vero e proprio cognome nella prima metà del Duecento, e lo stemma parlante recante una scrofa.
Al 1146 risale la prima attestazione di una loro abitazione, localizzata lungo la strada Maggiore, vicino al Duomo. L'edificio pervenne loro dopo che essi avevano arbitrato una vertenza tra i canonici della cattedrale e alcuni abitanti di Monselice; sin da questo episodio si notano i buoni rapporti che la famiglia sempre intrattenne con il clero.
Ulteriore conferma di un prestigio sociale consolidato già da tempo, è attestato che Bellotto, figlio di Ugolino Saurelli, era prestatore di due vescovi padovani nel 1228-30 e che nel 1235 fu uno dei garanti di un trattato di pace tra Padova e Venezia.
Rinaldo di Ugolino, dopo aver sposato Capellina Malcapelli di Vicenza (il che gli permise di creare solidi legami anche al di fuori di Padova), si dedicò al consolidamento del proprio patrimonio, acquisendo proprietà e feudi. Passerà alla storia a causa della sua spregiudicata attività di usuraio che avrebbe rovinato numerosi acquirenti di tutte le classi sociali; morì nel 1288-90 e, a detta di Pietro Selvatico, alla sua morte la sua casa venne presa d'assalto dalla folla inferocita. Dante assurge Rinaldo ad emblema della classe degli usurai, collocandolo nel settimo cerchio dell'Inferno (canto XVII).
Manfredo e Enrico, figli di Rinaldo, e Pietro di Bellotto, suo nipote, furono eredi delle attività finanziarie del padre sin dal 1290. In quest'ambito furono coinvolte anche le figlie di Rinaldo, andate in sposa a esponenti di importanti casate della nobiltà locale: Alessandrina, Adeleta, Alice, Leonora e Beatrice si unirono rispettivamente a Frassalasta Capodivacca, Albertino Papafava da Carrara, Forzatè Forzatè, Giacomo Patario e Vitaliano Dente-Lemizzi. Gli Scrovegni attuarono infatti strategie matrimoniali mirate a consolidarne sia la posizione sociale, sia la solidità economica.
La figlia di Manfredo, Bartolomea sposò Marsilio da Carrara, secondo principe di Padova. Morì giovane nel 1333 e venne sepolta nell'arca parietale posta alle spalle dell'altare nella Cappella di San Giacomo presso la Basilica del Santo.
Enrico di Rinaldo († 1336) fu senza dubbio il membro più illustre della casata. Si dedicò infatti a potenziare l'attività monetaria avviata dal padre, utilizzandola come strumento per l'ascesa politica. L'erezione della nota Cappella degli Scrovegni, nella zona dell'Arena, gli permise di rafforzare l'amicizia con la Chiesa, e consolidò i legami con la nobiltà sposando la sorella di Ubertino da Carrara e, in seconde nozze, la figlia di Francesco d'Este. Enrico fu inizialmente fautore dell'ascesa della signoria carrarese a Padova (tanto che sposò la sorella di Ubertino da Carrara); successivamente, non condividendo le scelte di Giacomo I da Carrara nei confronti di Cangrande della Scala, decise di lasciare la città per stabilirsi con la famiglia a Venezia. Tornò a Padova solo per un breve periodo, nel 1328, quando lo Scaligero la occupò; ma l'ascesa di Marsilio da Carrara lo riportò in laguna, dove avviò una nuova organizzazione di prestito.
I figli Bartolomeo e Ugolino, invece, tornarono a Padova verso la metà del Trecento, partecipando alla vita politica sotto Francesco il Vecchio da Carrara.
Ugolino, in particolare, fu podestà di Belluno (1361-62 e 1369-71) e Capitano del Popolo di Firenze (1374-75 e 1376-90). Si ribellò a Francesco Novello da Carrara, successore di Francesco il Vecchio, e dovette riparare con i figli nel castello di Padova.
Giacomo e Enrico di Ugolino si distinsero come uomini d'arme: al servizio di Francesco il Vecchio, nel 1373 erano alla guardia delle Brentelle ed essendosi distinti nel corso della battaglia di Piove di Sacco, vennero creati cavalieri; nel 1379 furono al seguito del Carrarese mentre questi occupò Chioggia e parteciparono alle operazioni militari contro Treviso.
Incerte le sorti della famiglia: l'ultima attestazione a Padova risale al 1444, ma si ha notizia di un loro trasferimento in Francia, dove fiorivano ancora nella metà del Cinquecento.

## Stemma
L'arma della famiglia è un tipico "stemma parlante" poiché reca una scrofa pregna rampante d'azzurro in campo argento. Essa ci è descritta direttamente da Dante, che la effigia sulla borsa di Rinaldo rendendolo così riconoscibile.

## Nome
1. ↑   Oliviero Ronchi, SCROVEGNI, in Enciclopedia Italiana, Roma, Istituto dell'Enciclopedia Italiana, 1936. URL consultato il 23 maggio 2019.
2. 1 2 3   Chiara Frugoni, Reinhold Christopher Mueller, SCROVEGNI, in Dizionario biografico degli italiani, vol. 91, Roma, Istituto dell'Enciclopedia Italiana, 2018. URL consultato il 23 maggio 2019.
3. ↑   Gabriella De Biasi, Scrovegni, in Enciclopedia dantesca, Istituto dell'Enciclopedia Italiana, 1970. URL consultato il 23 maggio 2019.